# Гетманский, Александр Николаевич
Александр Николаевич Гетманский (укр. Олександр Миколайович Гетьманський; 22 января 1960, Харьков, УССР — 1 апреля 2023, Киев, Украина) — советский и украинский актёр театра и кино. Заслуженный артист Украины (1994), Народный артист Украины (2004).

## Биография
Родился 22 января 1960 года в Харькове.
В 1980 году окончил актёрский факультет (курс А. И. Сердюка) Харьковского института искусств.
В 1980—1995 — актёр Киевского ТЮЗа, в 1995—2004 — Киевского академического театра драмы и комедии на левом берегу Днепра, с 2004 — Киевского Национального академического театра Русской драмы им. Л. Украинки.
Последние годы болел и не выходил на сцену.
Скончался 1 апреля 2023 года на 64-м году жизни в Киеве после продолжительной болезни. Похоронен 3 апреля в посёлке Высокий Харьковского района Харьковской области.

## Фильмография
- 1994 — Несколько любовных историй — Нутто
- 2001 — След оборотня — Карпухин
- 2002 — Вышивальщица в сумерках — Драган
- 2005 — Золотые парни
- 2005 — Исцеление любовью — врач
- 2005 — Сёстры по крови — врач
- 2006 — Всё включено
- 2006 — Женская работа с риском для жизни — Уваров
- 2006 — Странное Рождество — Георгий Самойлов
- 2006 — Тайна Маэстро — Шишковский
- 2006 — Ангел-хранитель — прокурор
- 2007 — Внеземной — майор
- 2007 — Враг номер один — Борис
- 2007 — Сердцу не прикажешь — Борис, приятель Андрея
- 2008 — Альпинист — Виктор Николаевич
- 2008 — Отряд — начальник питомника
- 2008 — Сила притяжения — Борис Сухов
- 2009 — Её сердце — врач-кардиолог
- 2009 — Похищение Богини — шпрехшталмейстер
- 2009 — Право на помилование — судья
- 2010 — 1942 — генерал-лейтенант
- 2010 — Когда на юг улетят журавли — Дмитрий Львович
- 2011 — Костоправ — Сергей Борисович
- 2011 — Кто кому кто — Иван Николаевич
- 2011 — Ласточкино гнездо — хозяин фирмы
- 2012 — Брат за брата 2 — Геннадий Степанович Сидорович
- 2012 — Личная жизнь следователя Савельева — Матвей Игоревич
- 2012 — Любовь с оружием — Михаил Русаковский
- 2012 — Одесса-мама — прокурор, начальник Чебанова
- 2012 — Порох и дробь — генерал-майор
- 2012 — Синдром дракона — Николай Николаевич
- 2013 — Поцелуй! — Геннадий Степанович Сидорович
- 2013 — Мой папа лётчик — генерал
- 2013 — Убить дважды — Захаров
- 2013 — Холостяк — Николай Иванович
- 2013 — Поводырь — комиссар ОГПУ
- 2014 — Братские узы — Василий Борисович Андреев
- 2013 — Лабиринты судьбы — Илья Анатольевич
- 2013 — Пока станица спит — Тихон Федорович Скорняков
- 2016 — Хозяйка — Эдуард Владимирович, мэр Аниканово

## Награды и премии
- 1994 — Заслуженный артист Украины[2]
- 2004 — Народный артист Украины[3]